# Giles Foden
Pour les articles homonymes, voir Foden.
Giles Foden (né en 1967 dans le Warwickshire, Angleterre) est un auteur britannique surtout connu pour avoir écrit Le Dernier Roi d'Écosse (The Last King of Scotland) publié en 1998, et adapté au cinéma par Kevin Macdonald et également intitulé Le Dernier Roi d'Écosse.

## Biographie
Né dans le Warwickshire en 1967, lui et sa famille ont déménagé au Malawi en 1971 où il a été élevé, et ne revient en Angleterre qu'en 1991. Il a suivi une éducation à Yarlet Hall et à l'internat de l'université de Malvern (Worcestershire), puis à l'université de Fitzwilliam à Cambridge. Il a travaillé en tant que journaliste pour le Media Week magazine, est alors devenu un rédacteur auxiliaire sur le supplément littéraire. Il fut également rédacteur littéraire au Guardian entre 1995 et 2006 et est actuellement Fellow in Creative and Performing Arts à l'université de Londres Royal Holloway. Il contribue toujours régulièrement au Guardian mais aussi à d'autres journaux.
Son premier roman, intitulé Le Dernier Roi d'Écosse (1998), situe l'action pendant le règne d'Idi Amin en Ouganda durant les années 70. Le film homonyme, sorti en 2006, est basé sur le roman de Foden mais contient un certain nombre de différences.
Son deuxième roman, Ladysmith, publié en 1999, se situe durant la seconde guerre des Boers en 1899 et raconte l'histoire d'une jeune femme, Bella Kiernan, qui est prise dans le siège militaire de la ville de Ladysmith, en Afrique du Sud. Ce livre a été inspiré par des lettres écrites par le grand-père de Foden, Arthur Foden, qui était un soldat britannique dans le Yeomanry impérial en Afrique du Sud pendant le conflit.
Giles Foden a édité The Guardian Century en 1999, une collection des meilleurs reportages éditée dans le journal durant le vingtième siècle, et il a contribué par une nouvelle au Weekenders, un recueil de nouvelles se situant en Afrique par divers auteurs contemporains. 
Les Tortues de Zanzibar (2002), se situe lui, en Afrique de l'Est et explore les évènements entourant les attentats des ambassades américaines en 1998.

## Récompense et Prix
Il a gagné de nombreux prix anglais pour Le Dernier Roi d'Écosse, dont notamment :
- 1998, James Tait Black Memorial Prize
- 1998, Whitbread First Novel Award
- 1999, Betty Trask Award
- 1999, Somerset Maugham Award
- 1999, Winifred Holtby Memorial Prize